# Oulmès
Oulmès (arabisch ولماس, Zentralatlas-Tamazight ⵡⴰⵍⵎⴰⵙ) ist eine marokkanische Stadt mit etwa 15.000 Einwohnern und Hauptort einer Landgemeinde (commune rurale) mit etwa 20.000 Einwohnern in der Provinz Khémisset in der Region Rabat-Salé-Kénitra.

## Lage und Klima
Oulmès liegt im westlichen Hügel- bzw. Bergland des Mittleren Atlas (zaer) in einer Höhe von etwa 1250 m. Die Provinzhauptstadt Khémisset liegt etwa 93 km (Fahrtstrecke) südöstlich; die Stadt Azrou befindet sich etwa 125 km östlich. Das Klima ist gemäßigt bis warm; Niederschläge in Form von Regen, selten auch Schnee (ca. 700–850 mm/Jahr) fallen überwiegend im Winterhalbjahr.

## Bevölkerung
Ort
| Jahr      | 1994  | 2004  | 2014   | 2024   |
| Einwohner | k. A. | 9.460 | 11.145 | 14.308 |

Gemeinde
| Jahr      | 1994   | 2004   | 2014   | 2024   |
| Einwohner | 17.687 | 19.014 | 18.786 | 19.579 |

Die zumeist in der zweiten Hälfte des 20. Jahrhunderts aus den umliegenden Dörfern zugewanderten Einwohner sind meist berberischer Abstammung. Umgangssprachen sind Zentralatlas-Tamazight und Marokkanisches Arabisch.

## Wirtschaft
In den Dörfern der Umgebung wird in großem Umfang Feldwirtschaft und Obstanbau (Äpfel, Birnen, Pfirsiche, Kirschen) betrieben; auch die Viehzucht (Schafe, Ziegen, Hühner) spielt immer noch eine nicht unwichtige Rolle und führt in einigen Gebieten zu Überweidung und Erosion. Die Stadt selbst fungiert als regionales Handwerks-, Handels- und Dienstleistungszentrum und bietet die für die Region wichtigen Ausbildungsstätten und Gesundheitszentren. Im Ort wird das Mineralwasser Oulmès abgefüllt.

## Geschichte
Zur älteren Geschichte des Ortes liegen – wie in den Berbergebieten des Maghreb allgemein üblich – keine schriftlichen Aufzeichnungen vor. Zu Beginn der französischen Protektoratszeit (1912) war Oulmès nur ein Dorf mit etwa 500 Einwohnern; seine heutige Bedeutung erlangte der Ort unter den Franzosen und vor allem nach der Unabhängigkeit Marokkos (1956).

## Sehenswürdigkeiten
- Das Stadtbild hat insgesamt ein eher modernes Aussehen.
- Die Ruinen des alten, aus Lehm gebauten Ortes befinden sich 1 km außerhalb.
- Die Mosquee Sidi Nou Ya'koub ist ein interessanter Bau mit einem Minarett aus Ziegelsteinen.